# Midget Tossing
Midget Tossing – to debiutancki album punkowego zespołu Yellowcard wydany w 1997 r.

## Lista utworów
1. 2 Quarts
2. Possessions
3. Sue
4. American't
5. Up Hill Both Ways
6. Me First
7. For The Longest Time
8. Get Off The Couch
9. Interlewd
10. Someday
11. Goodbye